# Lokomotiva Skopje
Maillots
Le Fudbalski Klub Lokomotiva Skopje (en macédonien : фудбалски клуб Локомотива Скопје), plus couramment abrégé en Lokomotiva Skopje, est un club macédonien de football fondé en 1954 et basé à Skopje, la capitale du pays.
Le club évolue en 2007-2008 en division 2 de Macédoine.

## Personnalités du club

### Présidents
- Urosh Matevski Bento

### Entraîneurs
- Pane Blazhevski